# محاري نيبالي
محاري نيبالي (الاسم العلمي: Pleurotus nepalensis) هو نوع من الفطريات يتبع جنس المحاري من فصيلة المحارية.